# Heure de Port Blair
L'heure de Port Blair est un fuseau horaire ayant existé dans les îles Andaman-et-Nicobar et le golfe du Bengale en Inde, entre le début du XIXe siècle et 1906.

## Historique
Elle correspondait à une approximation de l'heure solaire moyenne de Port Blair, la capitale de l'archipel, en avance de 6 h 19 min 51 s par rapport à GMT.
Le fuseau horaire fut supprimé le 1er janvier 1906 lorsque l'Indian Standard Time (GMT+5:30) devint l'heure officielle de toutes les Indes britanniques.